# Partido de la Unión Republicana Socialista
El Partido de la Unión Republicana Socialista (PURS), fue un partido político boliviano que lideraba el político Enrique Hertzog.

## Historia
Fue fundado el 10 de noviembre de 1946 en Bolivia como resultado de la fusión del Partido Republicano Genuino, el Partido Republicano Socialista, el Partido Socialista Unificado y el Partido Socialista Independiente.
El PURS, como su nombre lo dice, era un partido de izquierda, más concretamente centro izquierda, lo que los socialistas radicales llaman socialismo de derecha (véase socialismo de derechas). Representó el último esfuerzo de los partidos políticos tradicionales de Bolivia de oponerse a las fuerzas de populismo de masas y de socialismo. Dirigido por Enrique Hertzog Garaizabal, Francisco Lazcano Soruca, Waldo Belmonte Piscina, y Mamerto Urriolagoitía Harriague, el Partido de la Unión Republicana Socialista intentó particularmente revivir la posición y popularidad de la vieja ala saavedrista del Partido Republicano. El PURS favoreció el anticomunismo, dio espacio al capitalismo, y el antifascismo, principalmente interpretado en oposición al Movimiento Nacionalista Revolucionario.
El Partido de la Unión Republicana Socialista participó en las elecciones de 1947 y elecciones de 1951, Hertzog fue elegido Presidente de la República en 1947, con Urriolagoitía como su vicepresidente; fue su último éxito en la presidencia y terminó cuando Hertzog dimitió debido a su delicada salud.
En las elecciones de 1951, Gabriel Gosalvez fue candidato por el PURS, pero recibió muchos menos votos que el ganador, Víctor Paz Estenssoro. El PURS apoyó el golpe militar que surgió tras las elecciones, para impedir que Paz asumiera la Presidencia con base en su pluralidad popular.
El PURS nunca se acercó al poder otra vez. Nominalmente continuó existiendo a inicios de la década de 1970, pero en gran parte se volvió inactivo después de 1952.
Para las elecciones de 1966, el PURS era un componente de la Alianza Institucionalista Democrática, con Hertzog como candidato a la presidencia de la coalición. Obtuvo 11 400 votos (1,13%) quedando en sexto lugar.
En 1978, el PURS se alió con la Unión Nacionalista del Pueblo con Juan Pereda como su candidato.